# 静脈認証
静脈認証（じょうみゃくにんしょう）とは、人体の皮膚下にある静脈形状パターンの画像に基づいたパターン認識技術を使った、生体認証の一方式である。
現時点では、指、手のひら、手の甲など、手首から先の部位を使ったものが主流である。
静脈認証の主な事業者には、指の静脈を使った日立製作所、モフィリア、手のひらの静脈を使った富士通などがある。
NECも指の静脈を使った生体認証技術を有しているが、指紋認証の補完としての利用に限定しているため他社とは形態が異なっている。

## 概要
指、手のひらの静脈パターンは、指紋や虹彩などの他の生体（バイオメトリクス）データと同じように個々人でユニークである。同一個人であっても、すべての指、手のひらが異なるパターンを持っており、法則性がない。

## 原理
データベース レコード用のパターンを取得するために、使用者が近赤外の発光ダイオード（LED）とモノクロの電荷結合素子（CCD）カメラを備えた認証機器に指または手のひらをかざす。
血液中のヘモグロビンが近赤外光を吸収することによって、静脈形状パターンが暗い線パターンとして表示される。
カメラが画像を記録し生データがデジタル化およびその他の処理（暗号化など方式によって異なる）が行われて登録画像のデータベースに送られる。
認証時には指または手のひらをスキャンしたデータが登録画像のデータベースに比較のために送られる。
認証処理は一般的に2秒未満である。

## 利点
- 本人拒否率や他人受入率といった、生体認証の性能を表す指標でもっとも高い数値を示す、もっとも精度の高い生体認証方式と言われている。
- 他の生体認証システムと違って、体内の情報を使用するため、静脈パターンを偽造することはほぼ不可能とされている。
- 乾燥、湿潤、荒れなど、手指の表面の状態の影響を受けにくい、安定した認証が行える。

## 欠点
- 指紋認証などと比べて、認証機器がやや高額である。
- 手袋や絆創膏をした手では、正常な認証が行えないことが多い。指輪をした場合や、手指の冷えなどで血流が減少して精度が落ちることがある。
- 主な事業者がほぼ日本の企業に限定されていることもあり、日本以外の国々では知名度が低い。

## 日本での利用例
- 多くの都市銀行、一部の地方銀行や新たな形態の銀行の現金自動預け払い機、アミューズメント施設のメダル預かりシステムで暗証番号とともに指ないし手のひらの静脈の形を読み取って本人確認を行う。なお、2020年代以降、銀行の生体認証機能付きICキャッシュカードおよびATMはサービス終了が相次ぎ、スマホATMへの代替が進んでいる。
- パーソナルコンピュータのログイン時に、専用機器を用いて認証を行う。
- 日本赤十字では、献血者の本人確認のため、指静脈認証を（2014年5月14日、北海道から順次）採用している[2]。
- 住民基本台帳ネットワークシステムの職員認証[3]
- 飲食店でのポイントシステム[4]
- 図書館での利用登録・資料の貸出[5][6][7]

## 海外での利用例
- トルコ共和国の医療体制革新プロジェクト[8] [9]